# Rekarnegymnasiet
Rekarnegymnasiet är en av de sju gymnasieskolorna i Eskilstuna. Rekarnegymnasiet är också den största gymnasieskolan i Eskilstuna med sina drygt 1 501 elever.
Program på Rekarnegymnasiet:
- Byggprogrammet (BP)
- Elprogrammet (EC)
- Ekonomiprogrammet (EK)
- Fordonsprogrammet (FP)
- Handelsprogrammet (HP)
- Idrottsprogrammet (SMID)
- Individuella programmet (IV)
- IT-programmet (SMIT)
- Samhällsvetenskapsprogrammet (SP)